# Camissonia lacustris
Camissonia lacustris är en dunörtsväxtart som beskrevs av John Earle Raven. Camissonia lacustris ingår i släktet Camissonia och familjen dunörtsväxter. Inga underarter finns listade i Catalogue of Life.